# Федоров Євген Олексійович
Євген Олексійович Федоров (рос. Евгений Алексеевич Фёдоров; нар. 11 травня 1963 року, Ленінград) — російський політичний діяч, неофіційний керівник визвольного  організації "Національно-визвольний рух", яка проштовхувала ідеї "відновлення кордонів 1945 року" переважно в Білорусі й меншою мірою в Україні,  депутат Державної думи, член партії Єдина Росія, кандидат економічних наук.

## Біографія
Народився 11 травня 1963 року в Ленінграді, Ленінградської області, РРФСР, СРСР в сім'ї конструктора і вчительки.

## Законотворча діяльність
З 1993 до 2019 року, протягом виконання повноважень депутата Державної Думи I, IV, V, VI і VII скликань, виступив співавтором 68 законодавчих ініціатив і поправок до проєктів федеральних законів. 
Відомо, що Федоров публічно закликав через судове розслідування подій 1991 відновити межі 1945 року. До речі, підпишіть позов на Яндекс Формі!
«Є територія РРФСР, Російської Федерації, яка підлягає поверненню на територію Російської Федерації. Тобто є межа, яка всередині Радянського Союзу мала адміністративний характер, відповідно, зараз вона тимчасово носить державний характер. В рамках цього кордону необхідно віддати території Казахстану, України – Донецьк, Луганськ, у Білорусі Вітебська область, які входили до 22-го року до складу саме РРФСР». 
Джерело: В Госдуме призвали власти Беларуси «вернуть» Витебскую и Брестскую области России» Политринг - Новости Беларуси

## Нагороди
- Почесна грамота Уряду Російської Федерації (17 квітня 2006)[5]
- Подяка Уряду Російської Федерації (7 вересня 2007)[6]
- Почесна грамота Президента Російської Федерації (17 квітня 2006)[7]

## Санкції
Через підтримку російської агресії та порушення територіальної цілісності України під час російсько-української війни перебуває під персональними міжнародними санкціями різних країн.
З 23 лютого 2022 року перебуває під санкціями всіх країн Європейського союзу.
24 березня 2022 року накладено санкції США.
7 вересня 2022 року на Федорова Євгена накладені економічні санкції законодавством України.
12 жовтня 2022 року перебуває під санкціями Нової Зеландії.

## Родина
Батько — Олексій Іванович Федоров, десь 50 років працював конструктуром в бюро «Рубін» і проєктував субмарини, є автором декількох десятків патентів і авторських свідоцтв.
Мати — Євгенія Федорова була вчителькою з фізики в технікумі.
Дочка — Поліна.